# Asticta obscura
Asticta obscura là một loài bướm đêm trong họ Erebidae.